# Всемирная антиимпериалистическая платформа
Всемирная антиимпериалистическая платформа (ВАП) (англ. the World Anti-Imperialist Platform, WAP) — международная организация, созданная в 2022 году и позиционирующая себя как созданная для координации «антиимпериалистических» сил. Участие в конференциях принимают в основном коммунистические партии и организации. Почетным председателем являлся Харпал Брар (ум. 2025).
ВАП считает США главным империалистом на планете и не признает Россию и Китай империалистическими государствами, а считает их точками опоры антиимпериалистического движения. Платформа поддерживает российское вторжение, считая войну в Украине «прокси-войной» США против России. Это отличает Платформу от Международной встречи коммунистических и рабочих партий, которая считает эту войну межимпериалистической. ВАП считает сионизм расистской идеологией.
В ноябре 2023 года в Греции состоялась первая конференция Всемирной антиимпериалистической молодёжной платформы (англ. the World Anti-imperialist Youth Platform).
В мае 2024 года представители ВАП посетили Донбасс.

## Конференции
Парижская (учредительная) — май 2022 года, Париж.
Первая — октябрь 2022 года, Париж. На конференции была озвучена «Парижская декларация: Нарастающая волна глобальной войны и задачи антиимпериалистов», которую подписали 14 присутствовавших партий и организаций. Позднее онлайн подписи оставили и другие организации.
- Коммунистическая партия Великобритании (марксистско-ленинская)
- Партия народной демократии[англ.]
- Korea is One
- Балтийская платформа
- Коммунистическая партия Кыргызстана
- Венгерская рабочая партия
- Коммунистическая партия
- Итальянская коммунистическая партия
- Испанский авангард
- Восточная инициатива
- Новая коммунистическая партия Югославии
- Национальная ассоциация коммунистов
- Полюс коммунистического возрождения во Франции[англ.]
- Чилийская коммунистическая партия (Пролетарское действие)
- Социалистическая рабочая партия Хорватии
- Платформа за независимость
- Коммунистическая партия Перу — Красное отечество[англ.]
- Коллектив борьбы за революционное объединение человечества
- Народная партия Панамы
- Коммунистическая партия народов Испании
- Новая коммунистическая партия Черногории
- Единая социалистическая партия Венесуэлы
- Пролетарский союз
- Коммунистическое объединение
- Ливанская коммунистическая партия
- Партия коммунистов США[англ.]
- Мексиканское коммунистическое движение
- Dynamique Unitaire Panafricaine
- Партия коммунистов Киргизии
- Белорусская коммунистическая партия трудящихся
- Белорусская республиканская организация КПСС
- Центр политических инноваций
- Коммунистическая партия Квебека[англ.]
- Всесоюзная коммунистическая партия большевиков Нины Андреевой
- Рабочая и крестьянская партия[англ.]
- Коммунистическая партия Кении
- Коммунистическая инициатива
- Социалистическая платформа
- Коммунистическая партия Бельгии
- Перуанская коммунистическая партия
- Антиимпериалистический лагерь[нем.]
- Рабочая партия Ирландии
- Объединение «Боротьба»[англ.]
- Bultza Herri Ekimena
- Ассоциация бывших бойцов антифашистского сопротивления Нидерландов / Союз антифашистов
- Сирийская коммунистическая партия (объединённая)
- Конголезская коммунистическая партия
- Коммунистическая партия народа Галисии[англ.]
- Коммунистический призыв
- Коммунистическая партия Армении
- Танзанийский социалистический форум
- Африканская партия независимости Гвинеи и Кабо-Верде
- Партия Солнца[англ.]
- Американская коммунистическая партия
- Левый фронт (Удальцовой — Развозжаева)
- Коммунистическая партия Филиппин
- Единое национальное демократическое собрание
- Андалузская нация[англ.]

Вторая — декабрь 2022 года, Белград. Озвучена декларация «Нарастающая волна глобальной войны и задачи антиимпериалистов».
Третья — март 2023 года, Каракас. Объединённой социалистической партией Венесуэлы была организована демонстрация. Декларация конференции называлась «Латинской Америке отведена жизненно важная роль в мировой антиимпериалистической борьбе».
Четвёртая — май 2023 года, Сеул. Вице-председатель Коммунистической партии Великобритании (марксистско-ленинской) зачитала декларацию конференции «Нарастающая волна глобальной войны в Восточной Азии».
Пятая — ноябрь 2023 года, Афины. Озвучены декларации «Мир вступает в новую эру антиимпериалистической борьбы» и «От реки до моря Палестина будет свободной»
- Африканская партия независимости Гвинеи и Кабо-Верде
- Антиимпериалистический лагерь[нем.]
- Центр политических инноваций
- Чилийская коммунистическая партия (Пролетарское действие)
- Колумбийская коммунистическая партия
- Коммунистическая рабочая партия Турции (ленинистская)[англ.]
- Коммунистическая партия Аргентины
- Коммунистическая партия Бельгии
- Коммунистическая партия Боливии
- Коммунистическая партия Эквадора
- Коммунистическая партия Великобритании (марксистско-ленинская)
- Коммунистическая партия Кении
- Коммунистическая партия Кыргызстана
- Коммунистическая партия Квебека[англ.]
- Dynamique Unitaire Panafricaine
- Восточная инициатива
- Гуманист
- Коммунистическая инициатива
- Рабочая и крестьянская партия[англ.]
- Новая коммунистическая партия Югославии
- Партия народной демократии[англ.]
- Перуанская коммунистическая партия
- Полюс коммунистического возрождения во Франции[англ.]
- Коллектив борьбы за революционное объединение человечества
- Социалистическая платформа
- Объединенная национальная антивоенная коалиция
- Пролетарский союз
- Движение 23 сентября
- Американская коммунистическая партия

Первая конференция молодёжных организаций — 19 ноября 2023 года, Драпецона.
Шестая — прошла с 7 по 11 июля 2024 года в Вашингтоне, одновременно с саммитом НАТО в том же городе. В конференции приняли участие делегаты от Мировой рабочей партии (США), видеообращение участникам конференции направил депутат Госдумы от КПРФ Дмитрий Новиков.
Седьмая — со 2 по 4 ноября 2024 года, Дакар.
«Междунакордный коллоквиум. Первая сессия» — 10 мая 2025 года, Париж. Мероприятие было посвящено 80-летию победе над фашизмом во Второй мировой войне. С приветственной речью по видео-связи выступил заместитель председателя Центрального комитета Коммунистической партии Российской Федерации и депутат Государственной думы Дмитрий Новиков.

## Критика
Бывший секретарь Бразильской коммунистической партии Иван Пиньейру отмечал:

Как видно из списка организаций, участвующих в платформе, в ней отсутствуют не только партии революционного лагеря, но и подавляющее большинство партий, составляющих Международное коммунистическое движение, включая тех, которые, несмотря на наши различия, заслуживают уважения за их жизненный путь и политический вес, которым они по-прежнему пользуются в своих странах. Есть партии, которые посетили только одну из первых встреч, вероятно, чтобы узнать о Платформе, и больше не участвовали. В нашей стране, помимо PCB, единственной партией, которая участвовала в WAP, является PCdoB.
Кстати, доказательства того, что все расходы на авиабилеты и проживание делегатов организаций, участвующих в этих встречах, полностью оплачивались организаторами, а бешеный темп проведения международных мероприятий, в среднем каждые два месяца на разных континентах, должен послужить пищей для размышлений и изучения того, какова основная причина создания и финансирования этой платформы, которая ориентирована против марксизма-ленинизма и на некритичную и неограниченную защиту стратегических интересов держав, конкурирующих за мировую гегемонию в империалистической цепи, частью которого они являются.

Другим аспектом, который необходимо учитывать, является риск того, что инициатива по созданию этой эклектичной платформы может консолидироваться в своего рода антиимпериалистический интернационал (избирательный и, как мы видели, не столько антикапиталистический), что в конечном итоге может привести к расколу в Международном коммунистическом движении.— Иван Пиньейру, Ещё о так называемой Всемирной антиимпериалистической платформе (порт. Ainda sobre a chamada Plataforma Mundial Antiimperialista), Revista Opera
Коммунистическая партия Мексики отмечает, что в конференциях ВАП принимают участие не только коммунистические партии, но и организации «Испанский авангард» (исп. Vanguardia Española) и «Венесуэльский авангард» (исп. Vanguardia Venezolana), характеризуемые КПМ как ультранационалистические, расистские и реакционные. Некоторые коммунистические партии-участницы КПМ оценивает как реформистские и оппортунистические. Так же Компартия Мексики отметила участие в ВАП Единой социалистической партии Венесуэлы, которая ведет борьбу против Коммунистической партии Венесуэлы.
Коммунистическая партия Греции дополнила своих товарищей, обратив внимание, что Грецию в ВАП представляют две маргинальные организации, не ведущие деятельности в оффлайне. Также КПГ обратили внимание на реформистский характер заявлений ВАП, словно возможно победить империализм не уничтожив капитализм. Также само понимание термина «империализм» у Платформы более близко ко Второму интернационалу, нежели к Ленину. ВАП трактует империализм не как монополистический капитализм, а как агрессивную внешнюю политику. Сам же империализм отождествляется исключительно с США. Евросоюз, Всемирный банк, НАТО и Международный валютный фонд представляются как подчинённые интересам США. Таким образом ответственность и личные интересы буржуазных классов остальных капиталистических государств, кроме США, которые участвуют в этих союзах, скрываются. Россия, Китай и Иран представлены ВАП как антиимпериалистические.
Организация «Социалистический призыв» (англ. Socialist Appeal, британская секция Международной марксистской тенденции) критиковала ВАП за игнорирование классовой борьбы и противоречий внутри капиталистических систем в результате чрезмерного внимания ВАП к «первичному противоречию» между НАТО во главе с США и человечеством.
Коммунистическая партия Германии, некоторые члены которой сотрудничали с ВАП, критикует Платформу за отделение империализма от капитализма и отказ от пролетарского интернационализма в пользу поддержки Китая и России, а также за участие буржуазно-националистических и расистских организаций в конференциях Платформы.
Революционная коммунистическая партия Франции критикует Всемирную антиимпериалистическую платформу за поддержку России в конфликте на Украине, основанную на бинарном представлении об империализме, согласно которому Россия противостоит «более сильной» оси ЕС-НАТО. Они утверждают, что такая точка зрения упрощает глобальные отношения, разделяя их на два противоборствующих лагеря, и ошибочно приравнивает современные действия России к антифашистским союзам Советского Союза во время Второй мировой войны.
Новая коммунистическая партия Нидерландов обвинила WAP и входящие в неё партии в том, что они являются реформистами, а также реакционерами из-за «расистских антииммиграционных позиций… гомофобных, трансфобных и реакционных взглядов на роль женщин и семьи».
Революционный коммунистический союз молодёжи (РКСМ(б)) отмечает, что некоторые постсоветские участники ВАП неверно определяют режим Лукашенко в Беларуси как «почти социализм», который совершает переход к социализму по образцу Китая.